# Synchlora bonhotei
Synchlora bonhotei är en fjärilsart som beskrevs av Louis Beethoven Prout 1912. Synchlora bonhotei ingår i släktet Synchlora och familjen mätare. Inga underarter finns listade i Catalogue of Life.